# Cantone di Angers-5
Il Cantone di Angers-5 è una divisione amministrativa dell'Arrondissement di Angers.
È stato costituito a seguito della riforma approvata con decreto del 26 febbraio 2014, che ha avuto attuazione dopo le elezioni dipartimentali del 2015.

## Composizione
Comprende parte della città di Angers e i 6 comuni di:
- Briollay
- Cantenay-Épinard
- Écouflant
- Écuillé
- Feneu
- Soulaire-et-Bourg